# SAL (バンド)
SAL（サル）は、日本の音楽バンドである。所属事務所はDCT entertainment、所属レコード会社はDCT records。2002年にアルバム「SPECTRO」でDCT records第1弾アーティストとしてデビュー。以後シングル1枚、アルバム1枚を発表するが、2003年に活動休止。以来SALとしての活動はないが、メンバーが個々にソロ活動をしている。

## メンバー
YOHEY･･･プロデュース、作曲、編曲、ターンテーブル
- 塚崎陽平としてYUKIや椎名純平などのツアーサポートメンバー、プロデューサー、作曲家として活動中。

D-THE 369･･･MC、作詞
- 369として2007年5月23日SPEEDSTAR RECORDSからソロデビュー。

有輝･･･ボーカル、作詞
- 大小原ユウキとしてソロ活動を行なっていたが、2008年をもって活動休止。

## 概要・来歴
SAL結成前、DJ COUNTRYとして活動していたYOHEYが、映画「GLOWING GROWING」の音楽監修を務めるにあたって、ケツメイシのシングル「手紙〜過去〜にゲストMCとして参加するなど純日本語によるリアルなメッセージをポエトリーリーディングスタイルで表現するD-THE 369と出会い、後にシングルとしてリリースされる「Where is freedom?」の原曲が完成する。
その後、2002年にボーカルの有輝を加えSALが結成され、YOHEYが、DREAMS COME TRUEのライブやイベント、楽曲などにも携わった関係から、DREAMS COME TRUEがエグゼクティブ・プロデューサーを務めるインディーズレーベルDCT recordsの第1弾アーティストとしてデビューし、同年に DREAMS COME TRUEのツアー「2002:monkey girl odyssey arena-mix」のオープニングアクトを務めた。
ヒップホップ、ジャズ、ロックなどのテイストを盛り込んだカテゴライズする事が難しい「NAKED POP」サウンドを追求した。出身地も育ってきた環境もライフスタイルも違う3人は、焦燥感、コンプレックス、自分の内面に存在するあらゆる感情をイメージさせるオーガニックでドメスティックなリリックやサウンドを構築していった。
2002年7月にアルバム『SPECTRO』でデビュー以降、様々なライブやイベントに出演し、2003年にDiggy-MO'をフィーチャーしたシングル「Where is freedom?～swinging and listening～」をリリースしたが、それ以降、グループとしての活動を停止し、各々がソロとして活躍の場を広げている。

## ディスコグラフィー

### シングル
- Where is freedom?~swinging and listening~feat.Diggy-MO'(SOUL'd OUT)（2003年5月28日）
  - 映画『グローウィン グローウィン』（2002年・堀江慶監督作品）挿入曲

### アルバム
- SPECTRO(2002年7月1日)
- DUSK(2003年7月3日)